# Diocese Anglicana da Amazônia
A Diocese Anglicana da Amazônia é uma unidade eclesiástica da Igreja Episcopal Anglicana do Brasil que abrange os estados do Pará, Amapá, Roraima, Amazonas e Acre. Sua sé episcopal está na Catedral Anglicana de Santa Maria, localizada na Av. Serzedelo Corrêa, 514, Batista Campos, na cidade de Belém, no estado do Pará.

## História
A Diocese foi criada em 29 de julho de 2006, no 30º Sínodo-Geral da Igreja Episcopal Anglicana do Brasil, realizado no período de 26 a 30 de julho de 2006, em Curitiba.

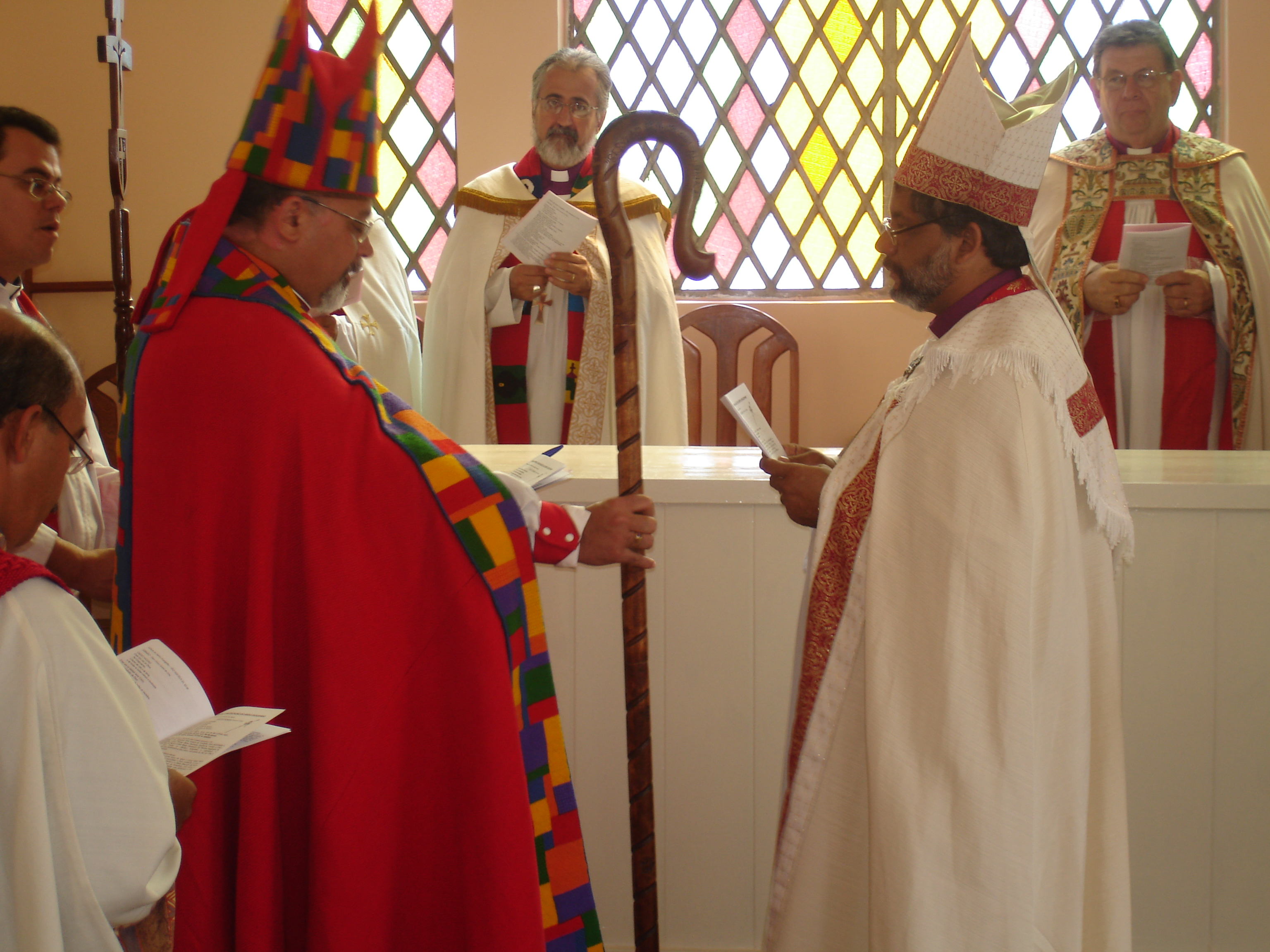
Bispo Maurício entrega o báculo ao bispo Saulo

No dia 15 de outubro de 2006, festa de Santa Teresa de Ávila, a Diocese Anglicana da Amazônia foi instalada solenemente, com a consagração da Catedral de Santa Maria e com a investidura e instalação de seu primeiro Pastor bispo Saulo Maurício de Barros. A cerimônia foi presidida pelo bispo primaz, bispo Maurício Andrade, com a presença do bispo Glauco Soares de Lima e outros bispos, presbíteros e diáconos anglicanos.
Em 20 de janeiro de 2018 a Reverenda Marinez Bassotto foi eleita a primeira bispa da história da IEAB. Sua eleição se deu na Diocese Anglicana da Amazônia por ocasião da resignação do bispo Saulo Barros. Marinez já havia concorrido ao bispado em 2012, sem sucesso.

## Companheirismo
A Diocese da Amazônia e a Diocese de Huron - Ontário - Canadá - estabeleceram um convênio de companheiros em 2014 durante concílio diocesano em Belém do Pará, reafirma no Concílio da Diocese de Huron, em maio do mesmo ano. As duas dioceses tem vivido uma troca de experiência enriquecedora para ambas.

## Paróquias e pontos missionários
- Catedral Anglicana de Santa Maria
- Paróquia São Lucas
- Paróquia Santíssima Trindade
- Missão Ascensão
- Missão Anunciação do Senhor
- Missão São José das Pedras
- Missão Divino Salvador
- Missão São Pedro Pescador

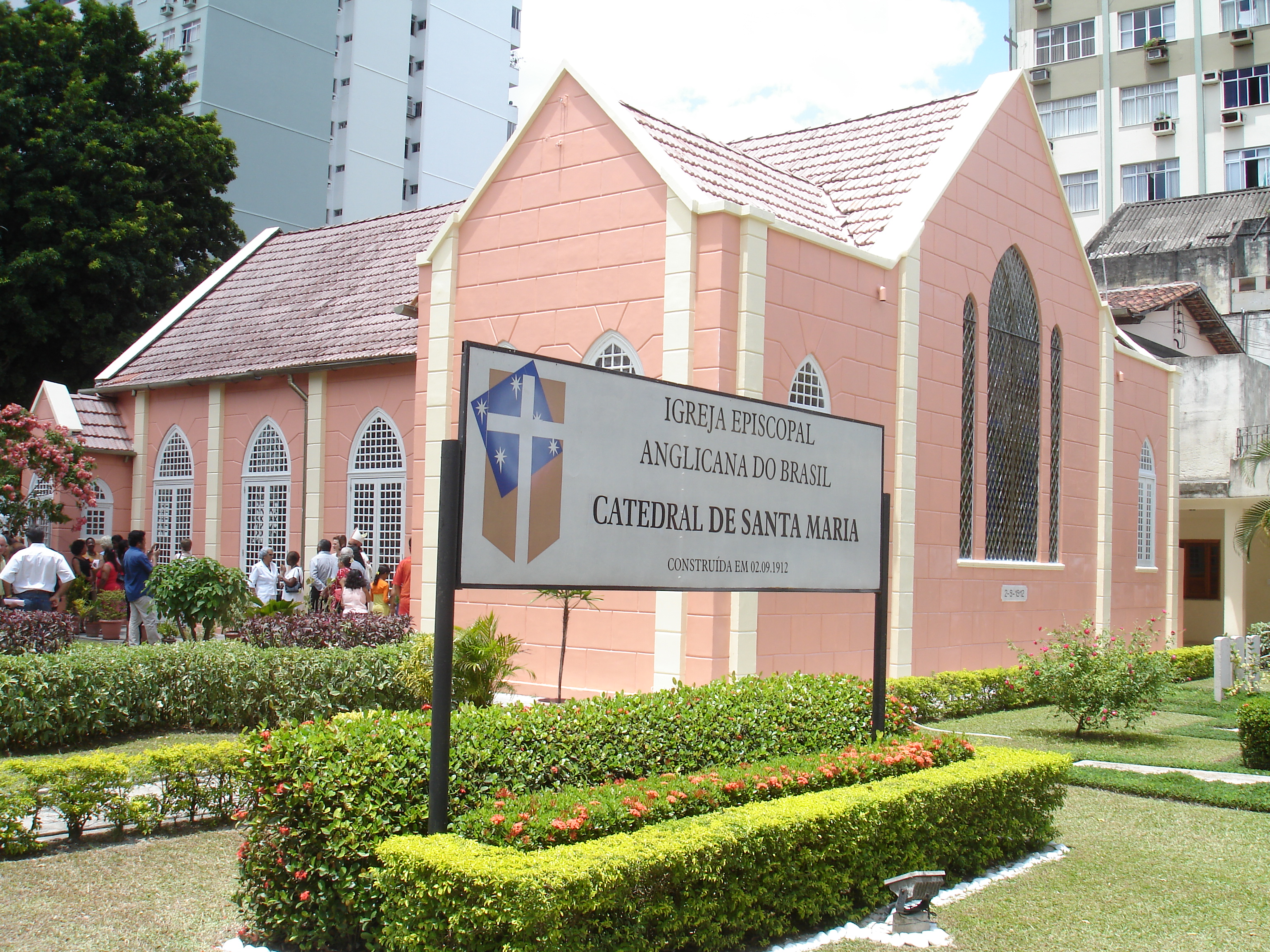
Catedral de Santa Maria

- Missão São Francisco de Assis (Comunidade Anglicana de Castanhal-PA)
- Missão Santa Maria Madalena Apóstola (Comunidade Anglicana de Manaus-AM)

## Bispos
- Bispo Saulo Maurício de Barros (1º Bispo Diocesano) - 2006 a 2017.
- Bispa Marinez Rosa dos Santos Bassotto - 2018 até o presente.

## Fotografias do dia da instalação da diocese

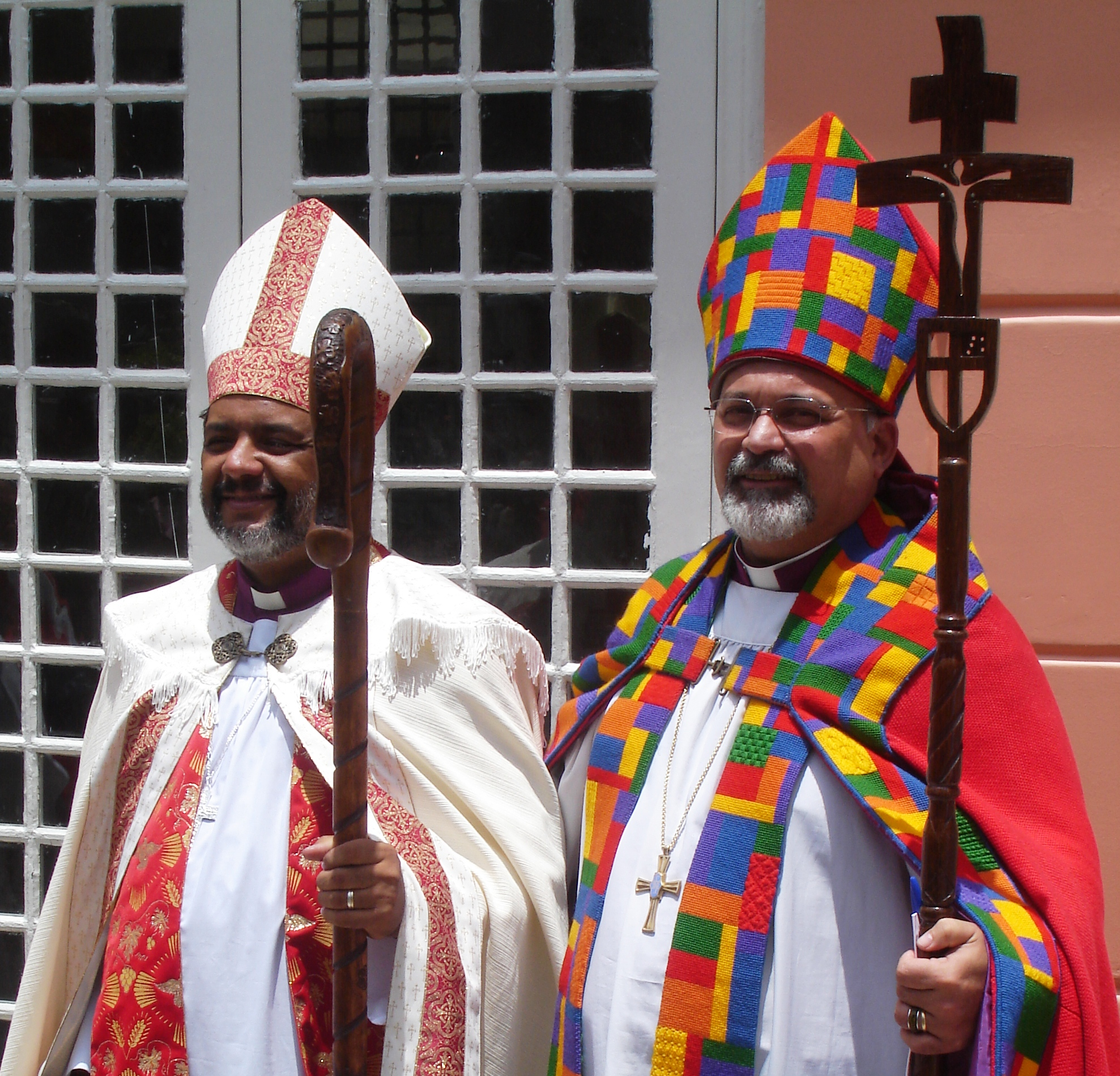
Bispo Saulo Barros e Bispo Maurício Andrade
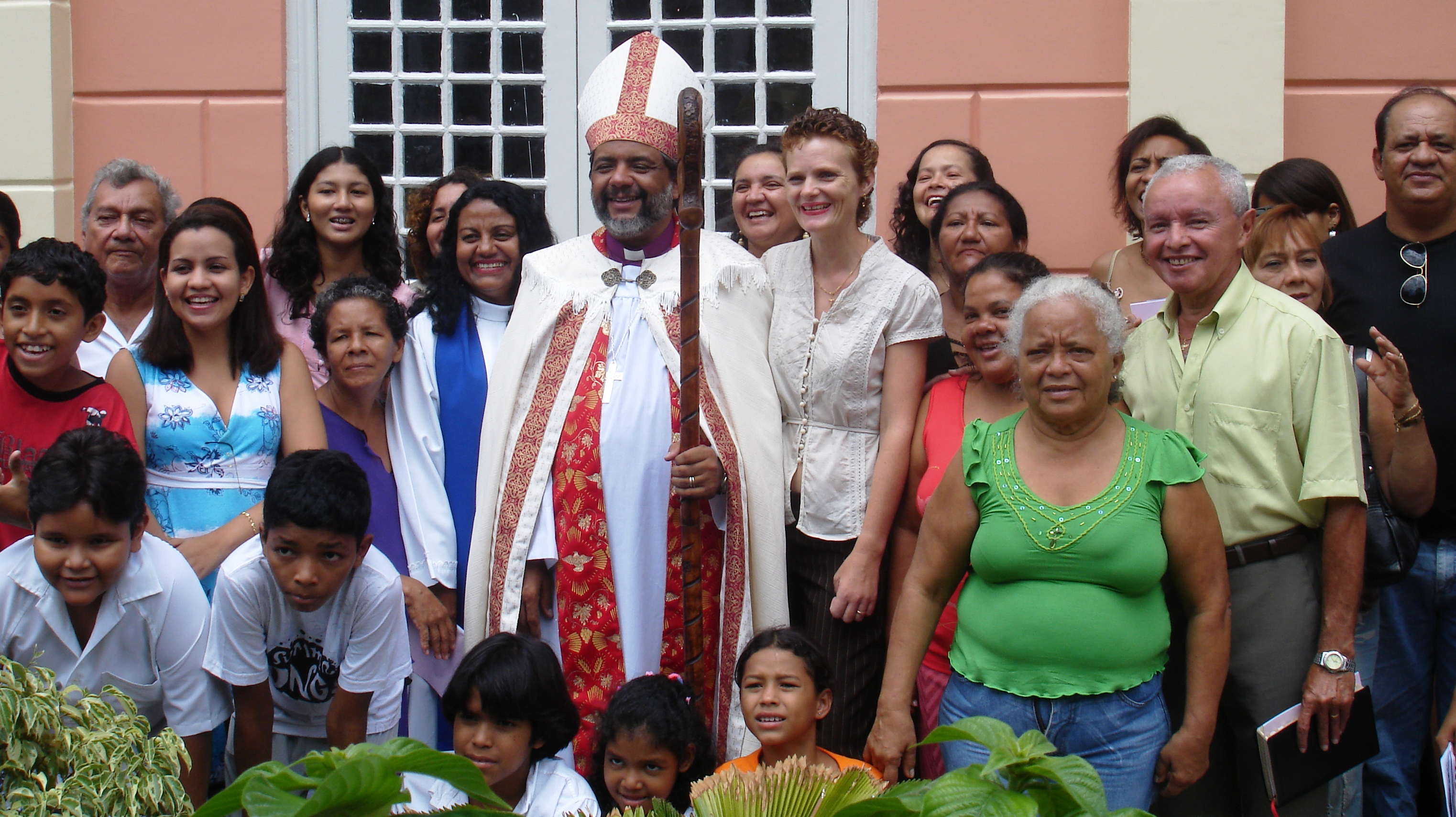
Bispo Saulo Barros, sua esposa e comunidade anglicana
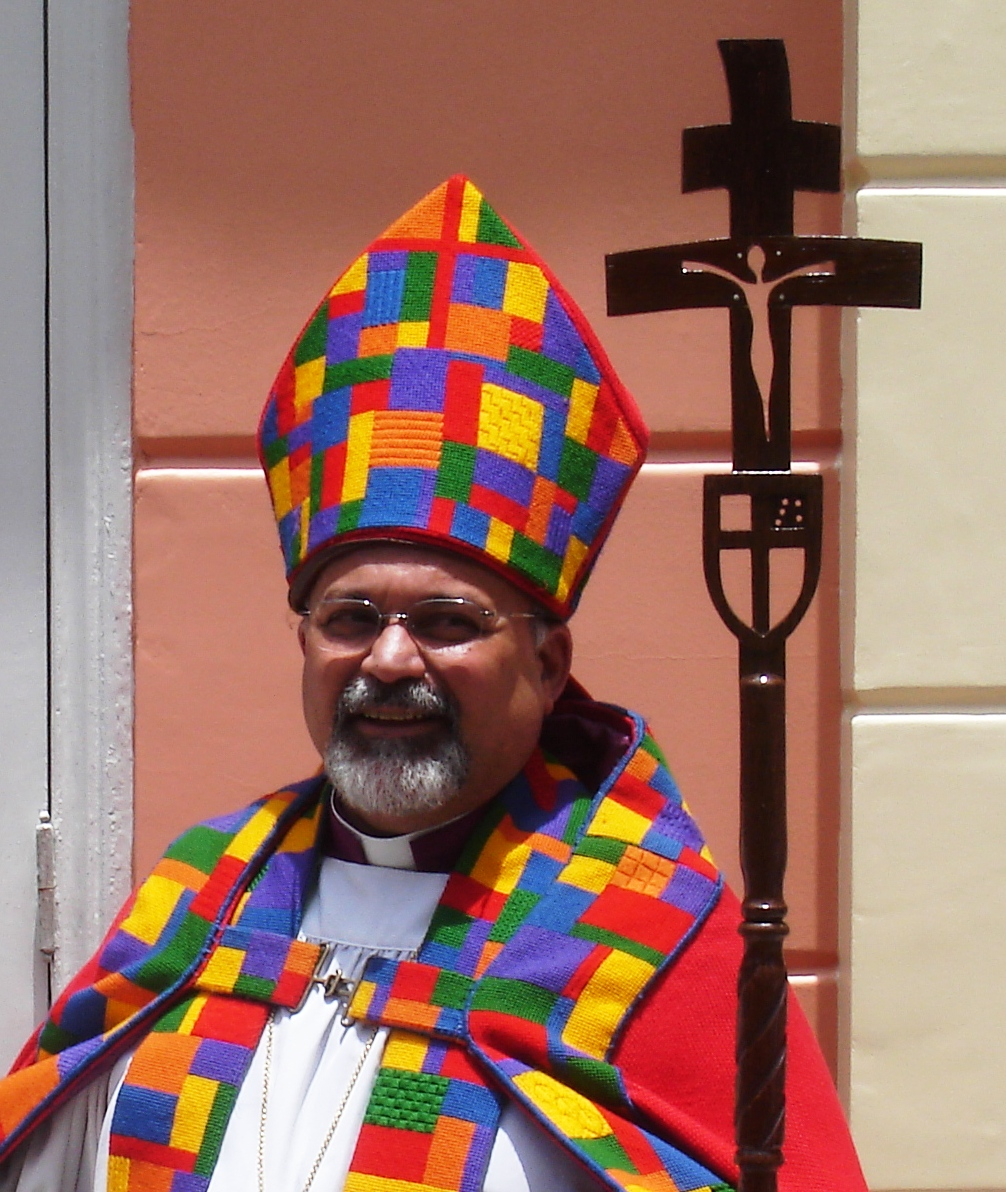
Bispo Maurício Andrade
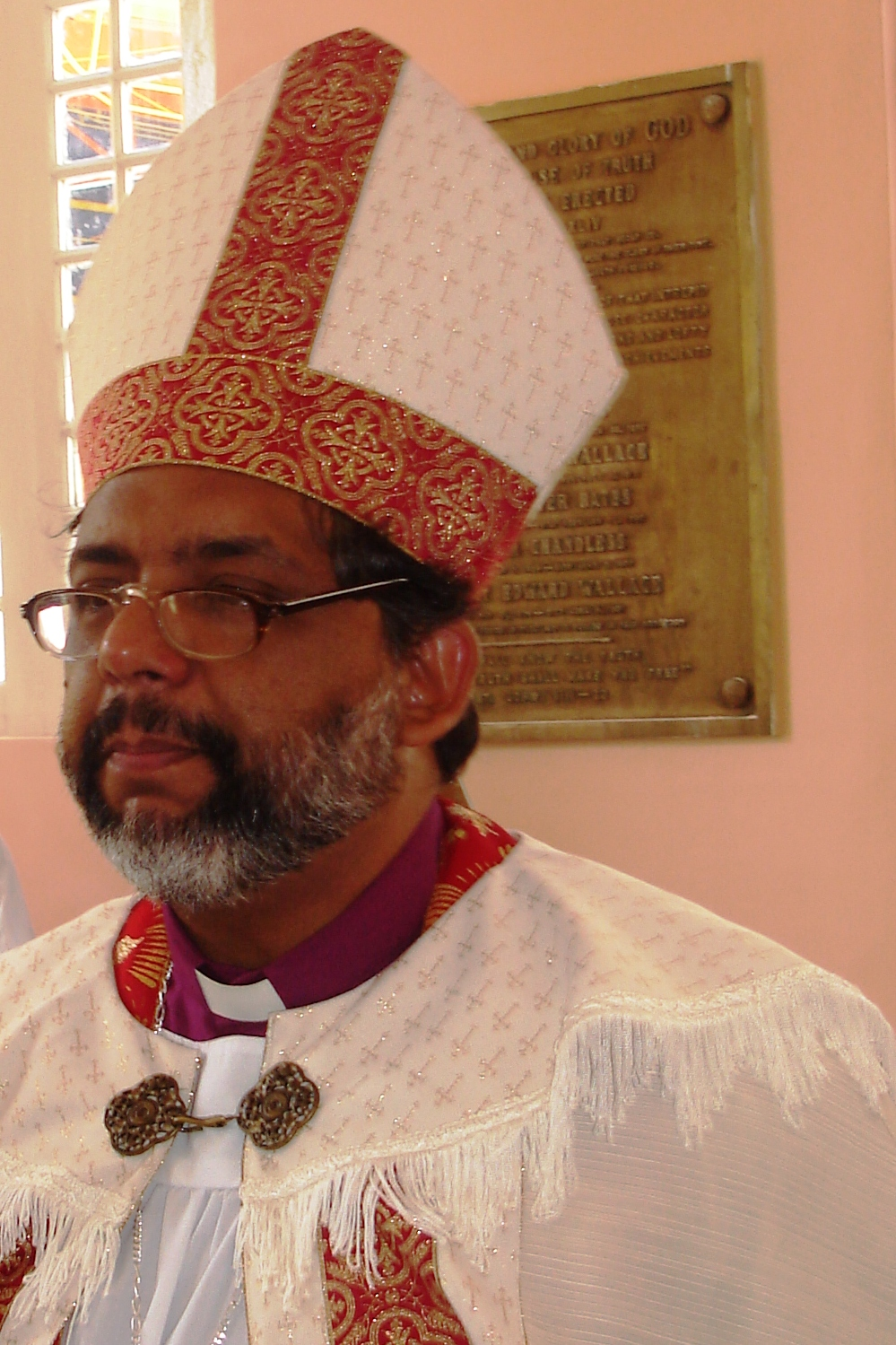
Bispo Saulo Barros

## Ver também

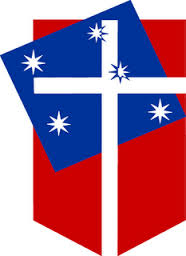
Brasão da Igreja Episcopal Anglicana do Brasil